# Статоконије
Статоконије од (грч. речи οτο- „уво“ + λιθος - „камен“) су малени кристали калцијум карбоната, аргонита и магнезијума и осетни део статичког апарата или макула (лат. maculae staticae) у сакулусу и утрикулусу вестибуларног апарата човека, који региструју промене линеарног убрзања и гравитације. Ови кристали се код човека зову стато(ото)коније а код риба отолити. То су острвца сензорних ћелија, које у сакулусу стоје више вертикално, а у утрикулусу хоризонтално, чије се цилије налазе у желатинозној маси, преко које су ситни кристали калцијум карбоната, аргонита и магнезијума статоконија. По специфичној тежини, тежи од околних структура, ови кристали у току разних убрзања повећавају или смањују притисак на цилије и тако дају утисак о правцу деловања силе, променама положаја тела или смера кретања. Како се ови кристали најчешће зову отолити, по њима се и цео статички део вестибуларног апарата зове и отолитички апарат или отолитички систем.

## Називи
Статоконије - стато(ото)коније - отолит - отоконије - отолитни орган. 

## Грађа
У кесицама отолитног органа, сакулусу и утикулусу које су испуњене течношћу, постоје специјализоване структуре, приближно исте величине, позната као макуле илио статичке мрље, (лат. maculae staticae), или чула статичке равнотеже тела (за пријем чулних статичких утисака, и оријентацију тела на гравитационо привлачење).
Макула (статичка меља) утрикулуса је приближно оријентисана у хоризонталној, а макула сакулуса у вертикалној равни. Сматра се да хумана макула утрикулуса садржи до 33.100 ћелија, док макула сакулуса садржи око 18.400 ћелија. Код човека се цилијарне ћелије вестибуларног лавиринта разликују од цилијарних ћелија пужа у томе што поред већег броја стереоцилија имају по једну дебљу и дужу киноцилију.
Рецепторне ћелије у овим органима формирају епителни слој косих ћелија (цилија) пострављених у хоризонталној и вертикалној равни, које су у пратњи ћелија подршке или потпорних ћелија. Епителни слој цилија покривен је једном желатинозним мембраном (од мукополисахарида, највероватније продукта потпорних ћелија), названом стато(ото)литична мембрана, дебљине око 20 микрона. У њој су потопљени снопови слепљених трепљи сензорецептивних ћелија. На површини ове мембране налазе се ромбични кристали величине 3 до 5 микрона лако растворљиви у слабим киселинама сложених у 3-6 редова, од аргонита, калцијум карбоната и магнезијума - ушни прах или стато(ото)коније (јер су код риба отолити). Овај слој кристала има три пута већу специфичну тежину од околне течности. Како су ове ћелије постављене у разним равнима, то ће при сваком положају главе комадићи кристала звани стато(ото)коније, отолити или отокони вршити притисак на цилије.

## Настанак
Настанак статоконија објашњава неколико теорија:
- Транспортна теорија - од ендолимфатичног сакуса за време ембрионалног стадијума развија са транспортом до отоконијалних органа;
- Теорија о формирању ин ситу - настанак у мембрани;
- Терорија кристализације - калцијум карбоната у желатину, користећи гел молекуле као критично једро. Декалцификацијом ослобађају протеине, а недостатак магнезијума онемогућавао би њихову синтезу - биосинтезу.

## Функције
Основна физиолошка функција отолитног органа је невероватно слична оним код полукружног канала. Оба система зависе од инерције и механичког скретања косих ћелија што покреће стварање нервних импулса. Промена у положаја главе који доводи до гравитационог привлачења, ствара нервне импулсе активацијом цилија статоконијама, који са потом даље преносе преко нерних влакана вестибуларног нерва у дну рецепторних ћелије, у центар за равнотежу у мозгу што он тумачи као покрет тела. Мозак тада рефлексно покреће одговарајуће корективне „акције“ (рефлексе) у оквиру нервног, визуелног и мишићног системе како би стврио представу о тренутној ситуацији и одржао равнотежу тела.
У нормалном „усправном“ положају главе, гравитација земље не стимулише већину неуралних јединица макуле утрикулуса. У току линеарне акцелерације (и нагињања главе у односу на вертикалност гравитације), отоконије, чија је специфична тежина већа од околне течности, показују тенденцију да клизе, што доводи до савијања цилија. Када се четкица цилија савије у правцу киноцилије, филаменти вуку стереоцилије једну за другом, извлачећи их из тела ћелија. Отварају се јонски канали што доводи до поларизације цилијарних ћелија и ексцитације аферентних фибрила вестибуларног нерва који инервише ту ћелију, док супротно томе настаје хиперполаризације, инхибиција, аферентних фибрила. Дакле, цилијарна ћелије, као механорецептори пратварају механичку енергију у електричне потенцијале, који се нервним фибрилама преносе у централни нервни систем, који ове сигнале може да декодира.
У основи надражаја цилијарних ћелија налазе се сложени биохемијски и јонски процеси натријум и калијум пумпе. Вестибуларни епител има мембрански потенцијал 90-100 мВ, а његов пренос у синапсама нервних влакана, који обухватају сензорне вестибуларне ћелије, остварује се преко неуротрансмитера, холинергичким механизмом чији је медијатор ацетилхолин. Присутан ензим, ацетилхолинестеразу у синапсама, разара ацетилхолин и пренос биопотенцијала се прекида све док се он поново не створи. Адекватан стимулус макула утрикулуса као и макула сакулуса је линеарна акцелерација, или промена сила гравитације.
Јако савијање главе у једном правцу доводи до ексцитације отолитског пара у макули на тој страни, уз инхибицију отолитског пара на супротној страни. Оваква организација је најзначајнија основа тоничких положајних рефлекса лавиринтног порекла, који се спиналним моторним путевима преносе до мишића врата, трупа и удова који одржавају стабилан положај тела.